# Протасов, Евгений Евгеньевич
Евгений Евгеньевич Протасов (укр. Євген Євгенович Протасов; род. 23 июля 1997, Мелитополь, Запорожская область) — украинский футболист, полузащитник новополоцкого «Нафтана».

## Карьера

### «Александрия»
Воспитанник украинской футбольной академии клуба «Мелитополь». В 2015 году футболист выступал за клуб «Мелитопольская черешня» на любительском уровне в чемпионате Запорожской области. С июля 2015 года футболист выступал за юношескую команду луганской «Зари», где смог отличиться 3 забитыми голами. В августе 2016 года футболист на правах свободного агента присоединился к «Александрии». В клубе футболист отправился выступать за юношескую команду в возрастной категории до 19 лет, а в скором времени и за молодёжную команду. В начале 2018 года футболист вместе с основной командой клуба отправился на сборы. Дебютировал за клуб футболист 17 февраля 2018 гоа в матче против каменской «Стали», выйдя на замену на 62 минуте. Дебютным забитым голом за клуб футболист отличился 7 апреля 2018 года в матче против каменской «Стали». По итогу сезона футболист вместе с клубом завершил чемпионат на итоговом седьмом месте в турнирной таблице.
Новый сезон футболист начал 22 июля 2018 года с матча против львовского клуба «Карпаты», выйдя на замену на 82 минуте. Первым результативным действием за клуб футболист отличился 1 марта 2019 года в матче против одесского «Черноморца», отдав голевую передачу. По итогу сезона футболист вместе с клубом стал бронзовым призёром чемпионата, заработав себе право на участие в квалификациях Лиги Европы УЕФА. Дебютный матч в Лиге Европы УЕФА футболист сыграл  19 сентября 2019 года против немецкого «Вольфсбурга», выйдя на замену на 81 минуте. Однако затем футболист на протяжении сезона почти не получал игровой практики. По итогу группового этапа Лиги Европы УЕФА футболист заняли последнее место, завершив своё выступление в еврокубковом турнире. На протяжении сезона футболист почти не выступал за клуб. По окончании сезона футболист покинул клуб.

### «Волынь»
В сентябре 2020 года футболист на правах свободного агента присоединился к клубу «Волынь», подписав контракт до конца сезона. Дебютировал за клуб футболист 5 сентября 2020 года в матче против клуба «Кремень», выйдя на поле в стартовом составе, также отличившись своим дебютным забитым голом. По итогу сезона футболист вместе с клубом завершил чемпионат на итоговом седьмом месте в турнирной таблице. На протяжении сезона футболист выступал за клуб в роли одного из ключевых игроков, отличившись 2 забитыми голами и 5 голевыми передачами в рамках чемпионата. По окончании сезона футболист покинул луцкий клуб.

### «Металлист 1925»
В июле 2021 года футболист на правах свободного агента присоединился к харьковскому клубу «Металлист 1925». Дебютировал за клуб футболист 25 июля 2021 года в матче против львовского «Руха», выйдя на замену на 70 минуте. Первым результативным действием за клуб футболист отличился 28 августа 2021 года в матче против клуба «Днепр-1», отдав голевую передачу. На протяжении первой половины сезона футболист выступал за харьковский клуб в роли одного из основных игроков, отличившись своей единственной голевой передачей. По окончании первой половины чемпионата футболист покинул клуб, расторгнув контракт по соглашению сторон.

### «Судува»
В январе 2022 года футболист на правах свободного агента присоединился к литовскому клубу «Судува», подписав контракт до конца сезона. Дебютировал за клуб футболист 26 февраля 2022 года в матче за Суперкубок Литвы, где в финале в серии пенальти победили  «Жальгирис». Дебютный матч в чемпионате футболист сыграл 6 марта 2022 года против клуба «ФА Шяуляй», выйдя на поле в стартовом составе. Дебютным забитым голом за клуб футболист отличился 5 апреля 2022 года в матче против клуба «Джюгас». В июле 2022 года футболист вместе с клубом отправился на квалификационные матчи Лиги конференций УЕФА, где по сумме матчей уступили датскому клубу «Виборг». По итогу сезона футболист вместе с клубом завершил чемпионат на итоговом шестом месте в турнирной таблице. На протяжении сезона футболист выступал за клуб в роли одного из основных игроков, отличившись 2 забитыми гоалми и голевой передачей.
В январе 2023 года футболист продлил контракт с литовским клубом ещё на сезон. Первый матч в новом сезоне футболист сыграл 4 марта 2023 года против клуба «Кауно Жальгирис», также отличившись своим первым в сезоне забитым голом. В следующем матче 11 марта 2023 года против клуба «Хегельманн» футболист отличился своим очередным забитым голом. В июле 2023 года футболист покинул клуб, расторгнув контракт по соглашению сторон. На протяжении первой половины сезона футболист выступал за литовский клуб в роли одного из основных игроков, отличившись 2 забитыми голами. 

### «Телави»
В июле 2023 года футболист на правах свободного агента присоединился к грузинскому клубу «Телави». Дебютировал за клуб 22 июля 2023 года в матче Кубка Грузии против клуба «ВИТ Джорджия», выйдя на замену в начале второго тайма. Дебютным забитым голом за клуб футболист отличился 16 сентября 2023 года в матче против батумского «Динамо». По итогу сезона футболист вместе с клубом занял итоговое восьмое место, отправившись в стыковые матч за сохранение прописки в грузинском чемпионате. По итогу стыковых матчей против клуба «Спаэри», в которых футболист остался на скамейке запасных, сохранил прописку в сильнейшем дивизионе. На протяжении сезона футболист выступал за клуб в роли игрока замены, отличившись своим единственным забитым голом . По окончании срока действия контракта футболист покинул клуб.

### «Нефтчи» Кочкор-Ата
В марте 2024 года футболист на правах свободного агента присоединился к киргизскому клубу «Нефтчи». Дебютировал за клуб футболист 3 апреля 2024 года в матче против клуба «Талант», выйдя на поле в стартовом составе. Однако закрепиться в основной команде клуба у футболиста не получилось, большую часть матчей проведя на скамейке запасных, результативными действиями не отличившись. В конце июля 2024 года футболист покинул клуб, расторгнув контракт по соглашению сторон.

### «Стилон»
В августе 2024 года футболист на правах свободного агента присоединился к польскому клубу «Стилон». Дебютировал за клуб футболист 17 августа 2024 года в матче против гожувской «Варты», выйдя на замену на 61 минуте. Первым результативным действием за клуб футболист отличился 7 сентября 2024 года в матче против клуба «Крконоше Еленя-Гура», отдав голевую передачу. Дебютным забитым голом за клуб футболист отличился 12 октября 2024 года в матче против слубицкой «Полонии». В январе 2025 года футболист покинул польский клуб, расторгнув контракт по соглашению сторон. На протяжении первой половины сезона футболист выступал за польский клуб в роли одного из основных игроков, отличившись 2 забитыми голами и 2 голевыми передачами.

### «Нафтан»
В январе 2025 года футболист прибыл на просмотр в белорусский «Торпедо-БелАЗ». В конце января 2025 года футболист находился в распоряжении новополоцкого «Нафтана». В феврале 2025 года футболист официально присоединился к новополоцкому клубу, подписав контракт до конца сезона. Дебютировал за клуб футболист 13 марта 2025 года в матче против столичного «Минска», выйдя на поле в стартовом составе. Первыми результативными действиями за клуб футболист отличился 26 апреля 2025 года в матче против «Сморгони», оформив дубль из голевых передач. Дебютным забитым голом за клуб футболист отличился 2 мая 2025 года в матче против «Молодечно-2018».

## Международная карьера
В сентябре 2018 года футболист получил вызов в молодёжную сборную Украины. Дебютировал за сборную в матче 7 сентября 2018 года в рамках квалификации на молодёжный чемпионат Европы против сборной Латвии. 

## Достижения
«Судува»
- Обладатель Суперкубка Литвы: 2022